# Marché du carburant
Ne doit pas être confondu avec marché pétrolier ou marché du gaz naturel.

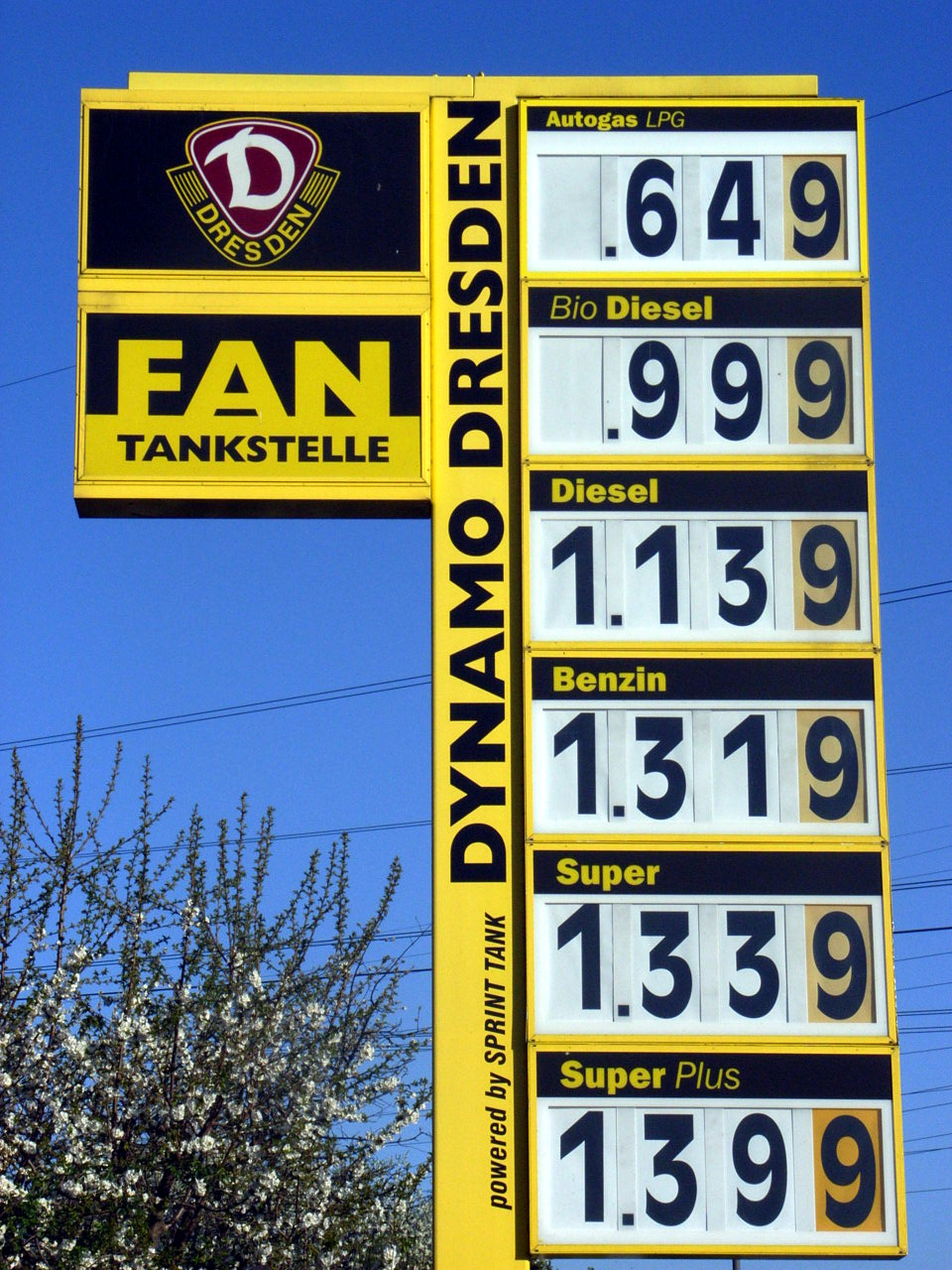
Prix en Allemagne en 2007.

Le marché du carburant, tel que l'essence et le diesel, résulte de facteurs tels que les variations des prix sur le marché pétrolier, le traitement, les coûts de distribution, la demande locale, la force de la monnaie locale, les taxes et la disponibilité des fournisseurs de carburants. Puisque ces carburants sont des  produits présent sur tous les marchés mondiaux, les prix sont relativement homogènes. Les pays occidentaux comptent parmi les principaux utilisateurs de carburant par personne. Les principaux consommateurs sont aux États-Unis, qui ont utilisé près de 1,46 gigalitres par jour en 2011

## Structure
Sur le marché du carburant, les acheteurs sont les particuliers possesseurs de véhicules à moteurs : automobile, motocyclette, bateau, avion .., ainsi que les entreprises qui œuvrent dans le transport et dans la production d'énergie. Les vendeurs sont les distributeurs de carburant on en distingue trois types :
- Les groupes pétroliers  (Total, Exxon Mobil, BP, Shell)[3] ;
- Les indépendants (Pycoty, Dyneff, Thevenin) ;
- Les grandes surfaces alimentaires (GSA ; Carrefour, Auchan, Leclerc, Casino).

Le marché du carburant présente les caractéristiques d’un marché oligopolistique selon l'indice de Herfindahl-Hirschman. Dans un secteur oligopolistique, il y a une interdépendance entre producteurs: le profit d’une entreprise dépend des décisions des concurrents car le prix sur ce marché dépend de la quantité totale mise sur ce marché.

## France
Les deux principaux débouchés sont les véhicules (dont avions et navires) à moteurs à combustion et le chauffage.
Environ 50 millions de m3/an de produits pétroliers sont vendus comme carburant routier en France, ce qui correspond à environ 40 millions de tonnes de pétrole. De 2004 à 2017 la consommation annuelle est passée de 51,131  à 49,711 millions de m3. Elle a diminué jusqu'en 2013 (47,824 Mm3) pour augmenter à nouveau jusqu'en 2017 (49,711Mm3), malgré une consommation unitaire aux 100 km par véhicule en baisse légère mais régulière (En 2017, une voiture particulière à essence nécessitait 7,31 L/100 km), qui est compensé par un kilométrage moyen annuel en augmentation de 2012 à 2017 alors qu'il diminuait significativement de 2004 à 2012 pour les véhicules particuliers. 

## Sources
- (en) Cet article est partiellement ou en totalité issu de l’article de Wikipédia en anglais intitulé « Gasoline and diesel usage and pricing » (voir la liste des auteurs).